# Las mozas del cántaro
Las mozas del cántaro es un lienzo de Francisco de Goya, que pintó para la cuarta y última serie de cartones para tapices, compuesta por doce cartones y con destino al despacho del rey Carlos IV en El Escorial.
Pertenece desde 1870 al Museo del Prado, procedente de las colecciones reales halladas en el sótano del Palacio Real de Madrid por Gregorio Cruzada Villaamil.
Las muchachas en primer término miran con una sonrisa de coqueteo al espectador, al tiempo que sostienen un cántaro sobre su cabeza, inequívoco símbolo de la virtud femenina.

## Análisis

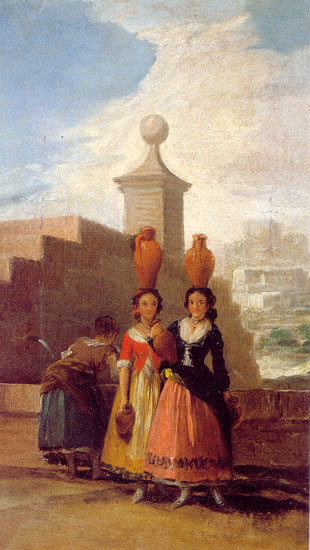
Mozas del cántaro (boceto). Madrid, Colección Paloma McCrohon, 34 × 21 cm.

Tres mujeres, dos jóvenes y una de edad mediana, llenan sus cántaros en una fuente. Se repite el esquema del equilibrio que mostraban los muchachos de Los zancos, ahora en la persona de las mozas que sostienen los cántaros con femenina destreza. Los objetos están pintados con rápidas pinceladas, al igual que la mujer que susurra algo al oído de una de las jóvenes, una alusión más al tema de majas y celestinas habitual en Goya hasta sus últimas producciones. Los especialistas encuentran asimismo referencias al dominio de la hembra sobre el varón, que repetirá el aragonés en su cartón El pelele.
La arquitectura, imponente, añade simbolismo al cuadro. Además de la tradicional interpretación como alegoría de la prostitución —análoga intención tuvo Goya en el Cacharrero—, puede aludir a las tres edades del hombre (en este caso de la mujer), como en El columpio.
El niño en primer plano, que no aparecía en el boceto, sintoniza con otras obras del pintor como Niños inflando una vejiga o Las gigantillas.